# Rio Colăcelul
O Rio Colăcelul é um rio da Romênia, afluente do Dorna, localizado no distrito de Suceava.